# Araucaria araucana
Araucaria araucana (Molina) K. Koch, 1873 è la specie più rustica nel genere Araucaria e può crescere fino in Norvegia (ad Ålesund). La conifera è nativa del Cile centrale e dell'Argentina centro-occidentale ed è un albero sempreverde alto fino a 50 m, con un tronco dalla circonferenza massima di 2 m. Viene considerato l'albero nazionale del Cile.

## Descrizione
|  |
|  |
|  |

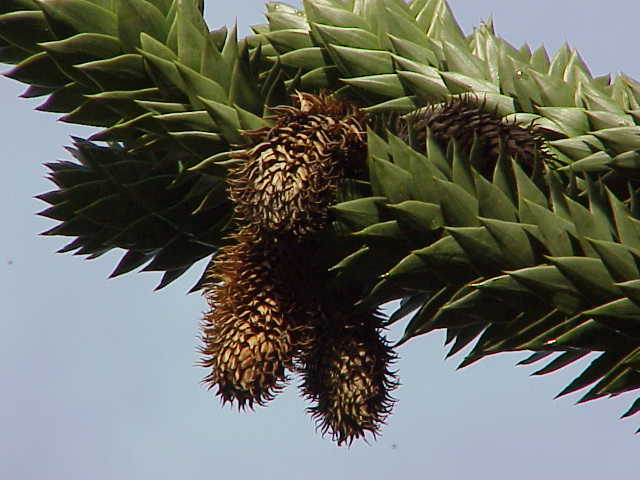
Strobili maschili

Le foglie sono spesse, dure e appuntite, di forma triangolare, lunghe 3–4 cm e larghe 1–3 cm alla base, con il bordo tagliente come un rasoio. Rimangono sull'albero per 10-15 anni e ricoprono gran parte dell'albero a eccezione dei rami più vecchi.
Si tratta di una pianta dioica, con gli sporofilli maschili e femminili posti su piante differenti, anche se si conoscono esemplari con entrambi. Gli sporofilli maschili contengono polline e hanno una forma oblunga, simile a un cetriolo, lunghi 4 cm all'inizio e poi ingrandendosi fino a 8–12 cm di lunghezza per 5–6 cm di larghezza quando viene rilasciato il polline.
Come tutte le conifere, l'impollinazione avviene tramite il vento. Gli sporofilli femminili sono riuniti in infiorescenze sferiche. Quando sono impollinati, producono uno strobilo legnoso grande, del diametro di 12–20 cm con semi simili a noci posti alla base di ogni scaglia. Lo strobilo può contenere fino a 200 semi: si disintegra a maturità per rilasciare i semi che vengono poi dispersi dagli animali.

## Distribuzione e habitat
Il suo ambiente naturale sono i pendii delle Ande cilene e argentine, in particolare sopra 1 000 m, in regioni contraddistinte da grandi nevicate invernali. Il peso della neve spesso rompe i rami più vecchi così l'albero mantiene solo una piccola chioma di rami nuovi sopra un tronco a colonna: un portamento abbastanza differente dalla forma conica che assume nei giardini temperati.

## Tassonomia
Scoperto in Cile intorno al 1780, venne chiamato Pinus araucana da Juan Ignacio Molina nel 1782. Nel 1789, de Jussieu creò il nuovo genere Araucaria e nel 1797 Pavón pubblicò una nuova descrizione della specie col nome di Araucaria imbricata (nome invalido, perché non usa il nome specifico usato in precedenza da Molina). Finalmente, nel 1873, Karl Koch pubblicò la combinazione Araucaria araucana, rendendo valido il nome di Molina nel nuovo genere.

## Nomi comuni
In italiano si chiama comunemente pino del Cile o Albero della scimmia anche se sarebbe più corretto chiamarlo araucaria del Cile dato che non è un pino. In spagnolo si chiama comunemente: araucaria, pehuén, piñonero, pino araucaria o pino de brazos. In inglese e francese si chiama rispettivamente Monkey-puzzle tree e Désespoir des singes, letteralmente "rompicapo delle scimmie", riferendosi all'intreccio dei rami che "avrebbe confuso notevolmente una scimmia che avesse voluto scalare l'albero".
Questa frase sarebbe stata realmente pronunciata in Cornovaglia dall'amico di un proprietario della pianta. Siccome però una scimmia non potrebbe scalare l'albero senza rimanere ferita dalle spine e dato che nell'ambiente naturale della pianta non ci sono scimmie, gli anglosassoni preferiscono ora chiamarlo pehuén, il nome originale in lingua mapudungun.

## Letteratura
Nel suo romanzo Le désespoir des singes ...et autre bagatelles Françoise Hardy nel finale parla dell'Araucaria araucana come fosse parte della sua famiglia collegandola agli uomini che l'hanno fatta disperare in quanto inaccessibili e pieni di aghi che hanno lo scopo di proteggere la loro fragilità.